# Mont Caréta
Mont Caréta är ett berg i den centrala delen av Saint-Martin, cirka 4,1 kilometer nordost om huvudorten Marigot. Toppen på Mont Caréta är 397 meter över havet.